# Verkaufsform
Unter Verkaufsform (oder auch Anbieterform) versteht man die Art und Weise, wie Kunden in einem Ladenlokal die Waren dargeboten werden.
Es gibt unterschiedliche Arten der Warendarbietung und somit der Kundentätigkeit und Verkäuferverhalten.

## Übersicht über Verkaufsformen
In der folgenden Übersicht werden die unterschiedlichen Verkaufsformen (oder auch Anbietformen) dargestellt. In der Praxis trifft man allerdings häufig Mischformen.

### Bedienung
Die Ware ist für den Kunden nicht direkt zugänglich. Sie befindet sich hinter einer Bedienungstheke, einer Vitrine oder einem Verkaufstisch bzw. einer Präsentationsfläche.
Der Kunde wendet sich an das Verkaufspersonal und lässt sich die Ware vorlegen. Das Verkaufspersonal betreut den Kunden von der Begrüßung bis zur Verabschiedung.
Beispiele: Fachgeschäft; Vitrine etwa für Uhren oder Schmuck; Wurst- und Käsetheke.

### Vorauswahlsystem
Die Ware ist für den Kunden frei zugänglich und greifbar bzw. auch in Vitrinen verschlossen.
Waren sind zum Teil erklärungsbedürftig.
Der Kunde wählt selbständig die Ware aus. Das Verkaufspersonal gibt Hilfestellungen bei der Entscheidung zum Kauf der Ware und bietet Beratung an. Der Kassiervorgang wird vom Verkaufspersonal durchgeführt.
Beispiele: Textilgeschäft, Elektronikfachmarkt, Schuhgeschäft

### Selbstbedienung
Die Ware wird kundennah in Regalen, Gondeln, Stapeln und speziellen Warenträgern bereitgehalten.
Der Kunde sucht sich selbständig die Ware aus, transportiert sie zur Kasse und muss sie nach dem Bezahlen selbst einpacken. Das Verkaufspersonal hat den Verkauf vorbereitet, indem es die Regale eingeräumt und gepflegt hat. Es steht außerdem für Nachfragen und Sonderfälle zur Verfügung. Im Normalfall wird nur das Kassieren vom Verkaufspersonal übernommen.
Beispiel: Supermarkt

### Automatenkauf
Die Ware wird in einem Automaten zum Verkauf bereitgehalten. Dabei ist sie entweder durch ein Fenster oder durch eine Abbildung am Automaten ersichtlich.
Der Kunde muss alle Tätigkeiten selbst und ohne unmittelbaren Kontakt zu einem Verkäufer ausführen. Das Personal stellt die Ware im Automaten bereit. Die eigentliche Verkaufstätigkeit wird vom Automaten übernommen.
Beispiel: Zigarettenautomat

### Tele- und Onlineshopping
Die Ware wird dem Kunden lediglich durch eine Abbildung bzw. Animation oder einem Video und durch einen Beschreibungstext auf einem Bildschirm angeboten. Die Ware selbst erreicht den Kunden auf dem Versandwege.
Die Kunden bestellen im „Bildschirmdialog“, also alleine und ohne unmittelbaren Verkäuferkontakt. Das Personal bleibt vollständig im Hintergrund, die eigentliche Verkaufstätigkeit vollzieht sich über ein Bildschirmterminal.

## Wahl der Verkaufsform
Welche Verkaufsform gewählt wird, hängt von verschiedenen Aspekten ab:
- Die Ware selbst
- Die Art und Größe des Ladenlokals
- Teilweise die Geschäftspolitik
- Einkaufsverhalten der Kunden
- Besondere Vorschriften